# Berlin-Baumschulenweg
Baumschulenweg (Betonung auf der letzten Silbe) ist ein Berliner Ortsteil des Bezirks Treptow-Köpenick. Name und Geschichte des Ortsteils sind eng verbunden mit der seinerzeit weltweit bekannten und bis heute bestehenden Späth’schen Baumschule.

## Geografie
Baumschulenweg befindet sich im nordwestlichen Teil des Bezirks Treptow-Köpenick und liegt an der Bezirksgrenze zum Bezirk Neukölln. Im Bezirk Treptow-Köpenick grenzen im Norden der Ortsteil Plänterwald und im Osten von Nord nach Süd die Ortsteile Oberschöneweide, Niederschöneweide und Johannisthal an Baumschulenweg. Im Bezirk Neukölln bilden von Nord nach Süd die Ortsteile Neukölln, Britz und Rudow die Nachbarortsteile.
Auf einem kurzen Abschnitt bildet im Nordosten die Spree die Grenze (zu Oberschöneweide), die südwestliche Grenze (zu Britz und Rudow) verläuft entlang des Teltowkanals. Verbunden wird die Spree mit dem Teltowkanal durch den Britzer Verbindungskanal; dessen südliches Ufer bildet im Westen von Baumschulenweg die Grenze zu Neukölln, dann nach Osten hin im Bereich der Königsheide die Grenze zu Johannisthal, schließlich im Nordosten (zwischen Köpenicker Landstraße und Spree) die Grenze zu Niederschöneweide.
Der Ortsteil liegt vollständig im Urstromtal der Spree in einer Höhe von 33–34 m ü. NHN. Der Untergrund besteht aus Talsanden, die nach Westen in Richtung Teltowkanal zunehmend humos und anmoorig werden.
Der Ortsteil Baumschulenweg besteht aus zwei sehr unterschiedlichen Teilgebieten, die im Bereich der Brücke der Baumschulenstraße über den Britzer Verbindungskanal durch eine schmale Engstelle miteinander verbunden sind (siehe Karte des Ortsteils). Der nordöstliche Teil Baumschulenwegs ist ein dicht bebautes Wohngebiet um das Ortsteilzentrum Baumschulenweg mit seinen Dienstleistungs- und kommunalen Einrichtungen; die Wohngebäude reichen von Reihenhäusern über herrschaftliche Häuser und Mietskasernen bis hin zu Q3A-Wohnhäusern. Dieser Teilraum Baumschulenwegs umfasst aber auch das große Friedhofsareal mit dem Krematorium sowie einige Sportanlagen und kleinere Grünflächen. Der südwestliche Teil Baumschulenwegs ist mit den Ortslagen Daheim und Späthsfelde lockerer bebaut. Hier liegen Laubenkolonien, das ausgedehnte Areal der Späth’schen Baumschule sowie die Einfamilien- und Reihenhaussiedlungen von Späthsfelde.
Baumschulenweg ist erst seit 1940 ein eigener Ortsteil. Er wurde in jenem Jahr aus dem südlichen Teil des Ortsteils Treptow gebildet und ist dadurch auch Teil der Geschichte Treptows. Die Ortslage Späthsfelde wurde erst 1997 aus Johannisthal herausgelöst und dem Ortsteil Baumschulenweg zugeschlagen, bis 1938 gehörte dieses Gebiet zum Neuköllner Ortsteil Britz.

## Geschichte

### Siedlungsbeginn
Das Gebiet, auf dem das heutige Baumschulenweg liegt, war zunächst keine eigenständige Ortschaft, sondern gehörte als ihr südlichster Teil zur Landgemeinde Treptow. Die sogenannte Hinterheide war nur dünn besiedelt. Aus dem Jahr 1794 ist ein Forsthaus überliefert, in dem der Unterförster Ernst ab 1823 die Abholzung des Berliner Stadtforstes Köllnische Heide überwachte. Nach ihm ist seit 1894 eine Straße in Bahnhofsnähe benannt. Im Interesse einer günstigeren Haushaltsbilanz hatten die Kommunalbehörden die Abholzung beschlossen, um das urbar gemachte Land kommerziell zu verwerten. Bis auf einige wenige Morgen beim heutigen Schlesischen Busch und dem heutigen Gasthaus Zenner wurde die Köllnische Heide in den Jahren 1829–1840 fast komplett gerodet. Nachdem Treptow 1841 zum Gutsbezirk erklärt wurde und im Januar 1852 die Aufteilung des Gebietes in Parzellen und die Abfindung der Rixdorfer Gemeinde, der Treptower Kolonisten, Zeitpächter und anderer Grundbesitzer beendet war, konnte der Ausbau des Gebietes beginnen. Die durch die Rodung entbehrlich gewordene Försterei an der Kanner Chaussee (heute: Rixdorfer Straße) kam in den Besitz des Herrn Müßig und wurde zum Gut Marienthal umgewandelt. Zeitweise gehörte das Gut zu Rixdorf. Bis zur Gründung der Landgemeinde Treptow am 22. Januar 1876 war das Gut Marienthal die einzige Ansiedlung auf dem Gebiet des heutigen Ortsteils Baumschulenweg.

### Der wachsende Ort

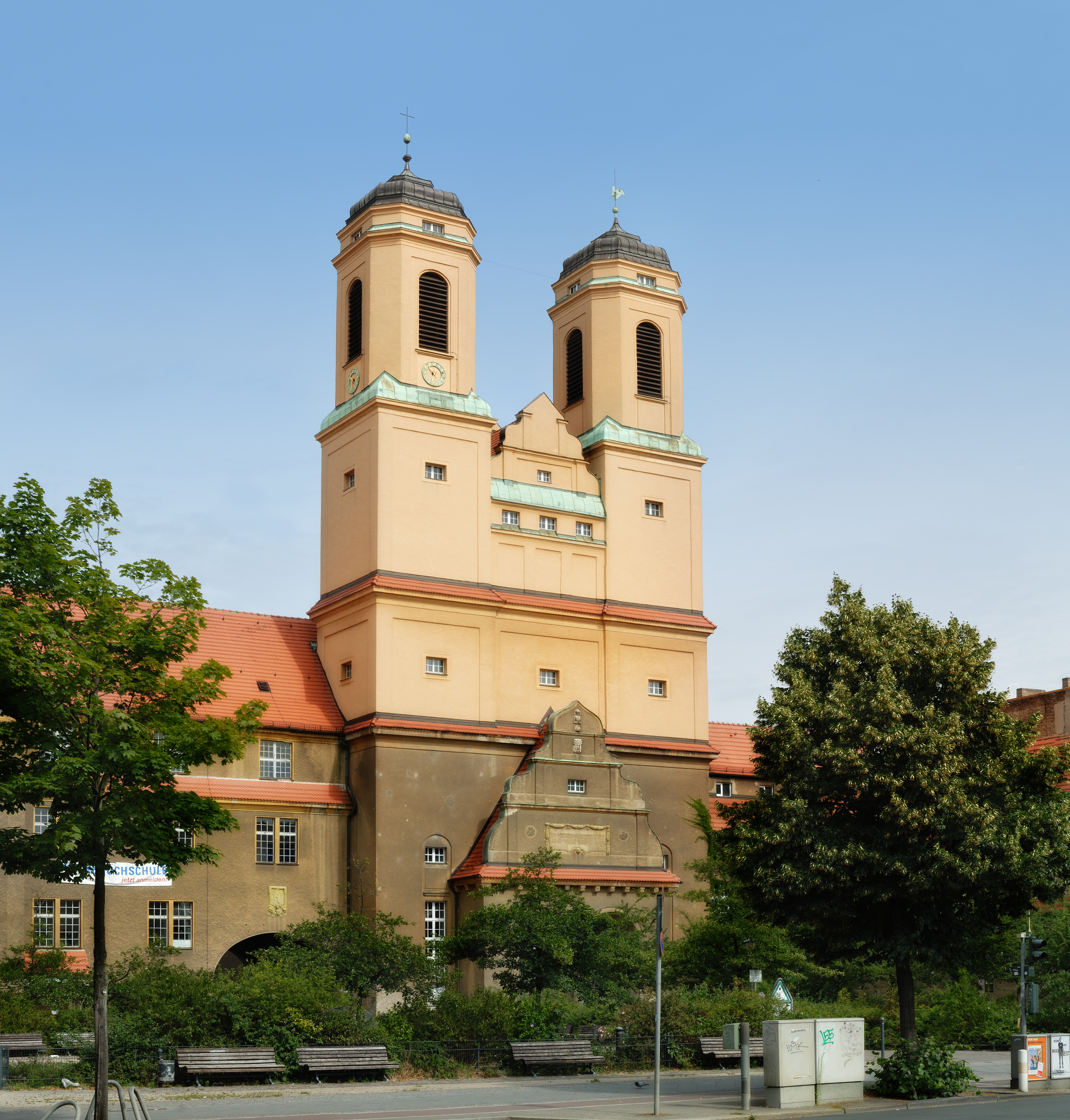
Kirche Zum Vaterhaus

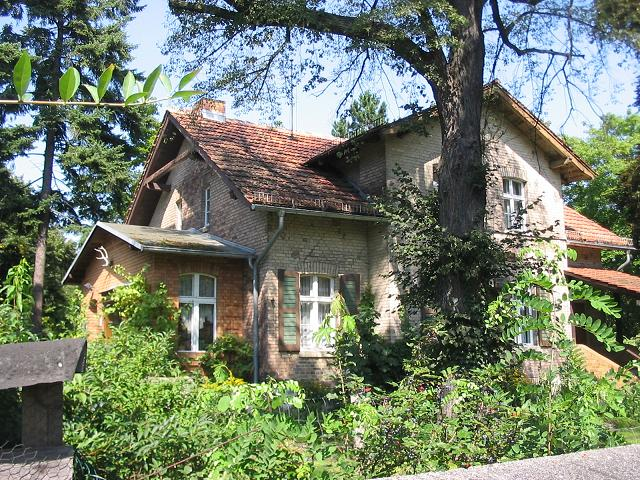
Forsthaus Kanne an der Königsheide

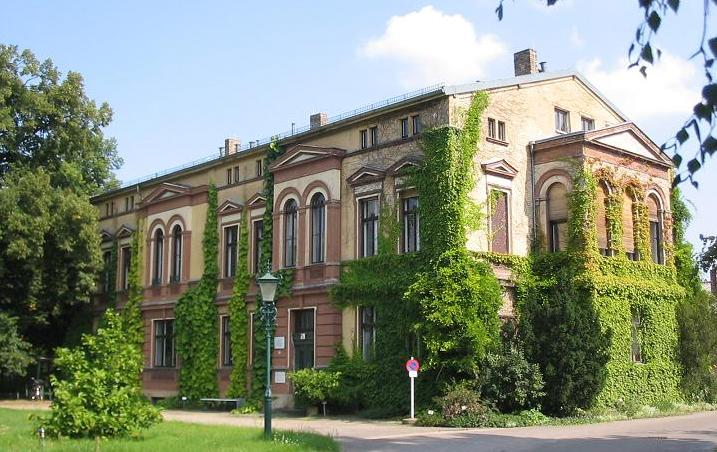
Späth’sches Herrenhaus von 1874 auf dem Gelände des Arboretums

Die damals bevorstehende Allgemeine Deutsche Landwirtschaftliche Wanderausstellung im Jahr 1894 und die Berliner Gewerbeausstellung im Jahr 1896 lösten verstärkte Bauaktivitäten in ganz Treptow aus. Die Berliner Bau- und Wohnungsgenossenschaft von 1892 errichtete beispielsweise in den Jahren 1894 bis 1896 eine Reihenhaussiedlung in der Behringstraße 13–19, 38–48, der Marientaler Straße 3–11, 17–23 sowie 6–20 und in der Ernststraße 10–18 und 11–23. Sie waren zwar als Zweifamilienhäuser für Arbeiter geplant worden, wurden aber nach ihrer Fertigstellung als Einfamilienhäuser verkauft. Die überwiegend mit gelben und roten Ziegeln erbauten Häuser stehen heute unter Denkmalschutz. Der Umzug der Gärtnerei L. Späth von der Köpenicker Straße (heute: Köpenicker Landstraße) auf die Britzer und Rudower Wiesen im Jahr 1863 war dann der Hauptanstoß für die Bildung des zukünftigen Ortsteils Baumschulenweg. Nachdem Franz Ludwig Späth 60 Besitzern ihre Wiesen abgekauft hatte, gründete er dort seine Baumschule, die er zu Weltruhm führte und zur weltweit größten Baumschule ausbaute. Obwohl die Baumschule durch den Umzug nicht mehr auf dem Gebiet Treptows lag, nahm Späth großen Einfluss auf die Entwicklung des Ortes. Das von Späth 1874 errichtete Herrenhaus umgab seit 1879 ein Hauspark, das heutige Späth-Arboretum. Der Park war im Stil englischer Landschaftsparks nach Plänen des ersten Berliner Stadtgartendirektors Gustav Meyer gestaltet und diente als Versuchs- und Schaugarten für zahlreiche Neueinführungen und Neuzüchtungen von Gehölzen. Zum Arboretum zählte neben den hohen Gehölzen ein Rosarium.
Beim Ausbau der Strecke der Görlitzer Bahn erhielt der außerordentlich schnell wachsende Ort 1890 eine Haltestelle am Ablageweg. Die Haltestelle wurde zunächst nach der Försterei Kanne benannt. Der Ablageweg, die Zufahrtsstraße von der Köpenicker Straße zur Baumschule durch den Ort, wurde auch als Baumschulenweg bezeichnet. Dieser Name wurde für den 1902–1906 zum Vorortbahnhof ausgebauten Haltepunkt übernommen. Der Ablageweg wurde danach auf Initiative von Franz Späth gepflastert und in Baumschulenstraße umbenannt. Die kommunalen Vertreter Treptows hätten gern mit der Bezeichnung „Treptow-Süd“ die Zugehörigkeit zur Gemeinde unterstrichen. Da jedoch im Ort bereits ein Post- und Telegrafenamt eingerichtet und die Haltestelle der Görlitzer Bahn benannt waren, setzten die Reichspost, die Königliche Eisenbahndirektion, der Landrat und Ökonomierat Franz Späth den Namen „Baumschulenweg“ als offizielle Bezeichnung für den Ort durch.
Um die Wende zum 20. Jahrhundert wurden kommunale Aufgaben in Angriff genommen und die Infrastruktur ausgebaut. So wurde unter anderen Treptow und damit auch Baumschulenweg 1903 an das Netz der Berliner Elektricitäts-Werke angeschlossen. Zwischen 1903 und 1906 wurde im Verbund mit Britz, Neukölln, Marienfelde und Mariendorf eine Kanalisation für die Brauchwässer gebaut. Die Straßen wurden ausgebaut und mit Beleuchtung versehen. 1901 entstand das erste Schulgebäude in der Mosischstraße und erleichterte den Kindern den Schulweg, die zuvor nach Alt-Treptow oder Niederschöneweide laufen mussten. 1908 wurde der Ort durch die Berliner Ostbahnen an das Berliner Straßenbahnnetz angeschlossen. Treptow beteiligte sich finanziell am Bau des Teltowkanals (1901–1906) und ließ dabei den Britzer-Kanne-Zweig-Kanal südlich des Ortes Baumschulenweg anlegen. Der Aushub wurde genutzt, um den Bahndamm der Stadtbahn bis Grünau aufzuschütten. Die dadurch entstandenen Unterführungen wirkten sich positiv auf den Verkehrsfluss und die Bebauung aus: Die ersten Häuser in Richtung Plänterwald entstanden. Allerdings zeigte sich auch nach Abschluss der Bauarbeiten am Teltowkanal, dass der Grundwasserspiegel sank und die Kanne versiegte. Die Bauern mussten die Wiesen zwischen Neukölln und Treptow aufgeben. Die Baumschule war ebenfalls betroffen und legte einen neuen Tiefbrunnen an, der das Problem verschärfte. Neben mehreren Schulen, die in Treptow entstanden, wurde 1909 in Baumschulenweg ein privates Lyzeum gegründet, das 1911 in Gemeindebesitz überging. In Baumschulenweg wurde 1911 mit der evangelischen Kirche Zum Vaterhaus das erste Gotteshaus in Treptow eingeweiht. Der Entwurf für die Kirche stammte von Heinrich Reinhardt und Georg Süßenguth, die auch das Rathaus Treptow entwarfen. Ein Problem, das noch einer Lösung bedurfte, war die Bestattung der Verstorbenen. Hierfür wurde 1912/1913 der Urnenhain an der Königsheide zum Friedhof Baumschulenweg ausgebaut. Gleichzeitig wurde auf diesem Gebiet das zweite Berliner Krematorium (nach dem im Ortsteil Wedding) nach Plänen von Erich Bienz und Mathias Bardenheuer gebaut.
Trotz des Wachstums und der großen Bemühungen um einen Ausbau städtischer Infrastruktur erschien Baumschulenweg vielen Berlinern als eine unwirtliche Gegend an der äußersten Peripherie der Stadt. Die Redaktion der Fachzeitschrift Berliner Architekturwelt beschrieb in einem Bericht über die 1910 mit beträchtlichem Aufwand veranstaltete, viele Besucher anziehende II. Ton-, Zement- und Kalkindustrie-Ausstellung deren Schauplatz mit ironischem Unterton:

„Baumschulenweg! – Wie viele Berliner kennen diesen vorgeschobenen Posten von Rixdorf] dessen einzige Vorzüge zurzeit nur in zahllosen spielenden barfüßigen Kindern, Laubenkolonien und der Nähe des Plänterwaldes längs der Spree mit seinen verschwiegenen Schönheiten und guten Radelwegen bestehen! Man setzt einen an Tollkühnheit grenzenden Wagemut voraus, wenn man vernimmt, daß hier bei spärlichen Verbindungen mit dem Stadtinneren und für die kurze Zeit von acht Wochen eine fachliche Ausstellung errichtet worden ist, […] Was sind das aber für Weltstadt-Zustände, wenn ein solches Unternehmen keinen anderen Platz findet als so zu sagen auf dem äußersten Kiez, in wüster Umgebung unwirtlichem Baulande abgewonnen, mit staubigen, schlecht gepflasterten Zufahrten, einem homöopathisch dreimal stündlich verschriebenen Vorortzugverkehr und einer Straßenbahnlinie!“

### Eingemeindung nach Berlin
Am 1. Oktober 1920 trat das Gesetz über die Bildung einer neuen Stadtgemeinde Berlin in Kraft. Als Bestandteil der ehemaligen Landgemeinde Treptow lag Baumschulenweg nunmehr im 15. Verwaltungsbezirk Treptow von Groß-Berlin. Die Späth’schen Baumschulen, die schon vorher nicht im Gebiet der Landgemeinde Treptow lagen, gehörten jetzt zum Bezirk Neukölln, Ortsteil Britz.
Die steigenden Schülerzahlen im Ort machten die Einführung von Parallelklassen im Lyzeum Baumschulenweg erforderlich. Zusätzlich wurden neue Schulen gebaut.
Um die Wohnungsnot zu lindern, kam es ab 1924 zum Bau verschiedener neuer Siedlungen. So entstand unter anderem zwischen der Baumschulenstraße, der Forsthausallee und dem Britzer Zweigkanal die Reichsbahnsiedlung. Auch zwischen Baumschulenstraße und Heidekampweg wurde die Randbebauung weitergeführt. In den Jahren 1927 bis 1932 baute der Ojoreila-Wohnungsverein nach Plänen von Walter Kaas die großräumige Wohnanlage in der Südostallee.

### Zeit des Nationalsozialismus

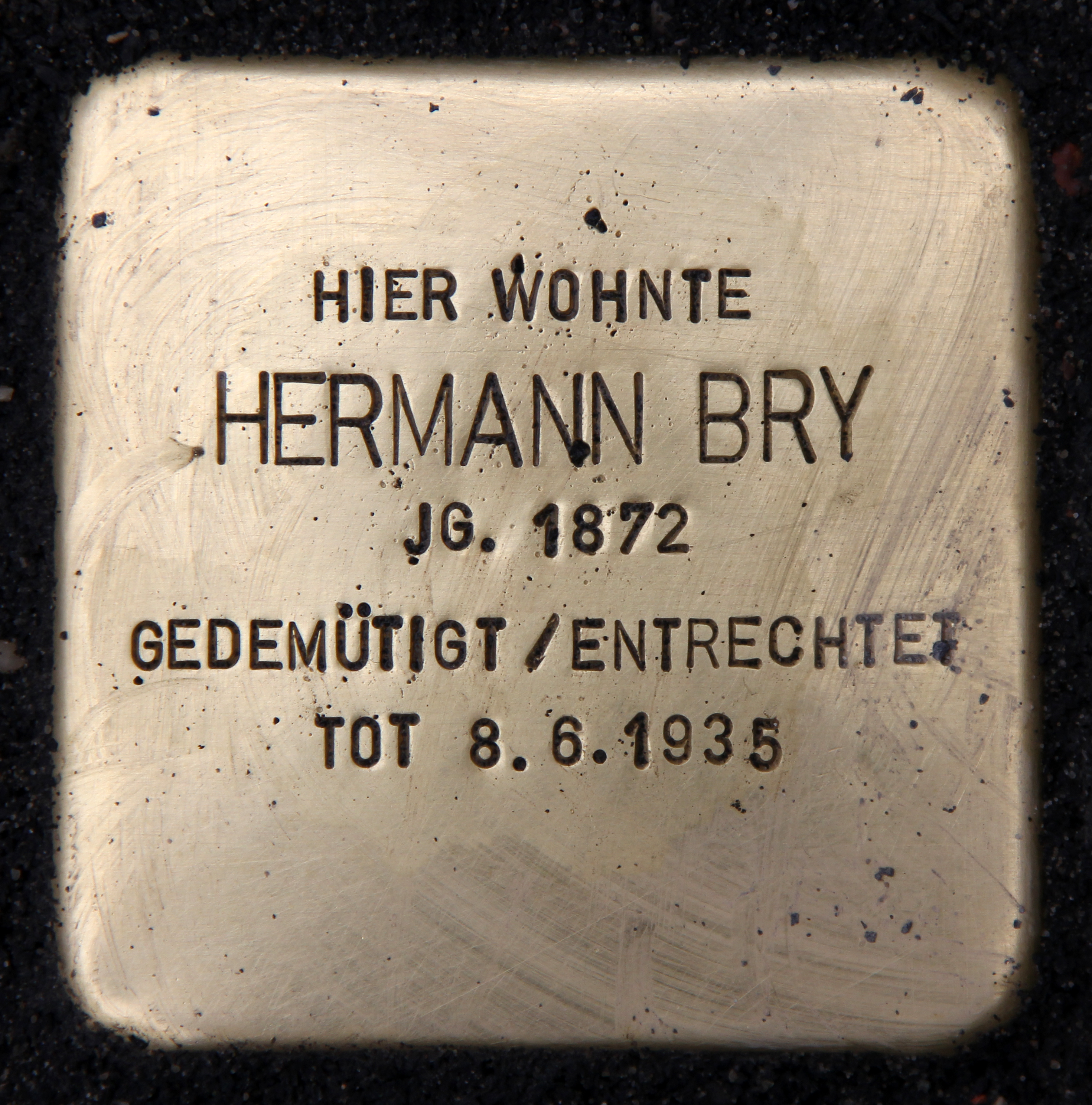
Stolperstein Rodelbergweg 12

Die Berliner Gebietsreform mit Wirkung zum 1. April 1938 hatte zahlreiche Begradigungen der Bezirksgrenzen sowie einige größere Gebietsänderungen zur Folge. Seitdem verläuft die neue Bezirksgrenze entlang des Britzer Verbindungskanals und des Teltowkanals. Die Späth’schen Baumschulen, vorher in Britz, lagen nun auf dem Gebiet von Baumschulenweg.
Am 9. November 1938 wurden in der berüchtigten Reichspogromnacht wie im gesamten Deutschen Reich auch in Baumschulenweg jüdische Geschäfte von NSDAP-Anhängern verwüstet. So wurde die Kurzwarenhandlung Hermann Bry in der Baumschulenstraße 12 geplündert, die Inhaberin Emma Bry 1942 in das KZ Theresienstadt deportiert und dort 1944 ermordet. Der in der Kiefholzstraße 261–266 in den 1930er Jahren entstandene Kiefholz-Markt, der bis zum Bau von Wohnhäusern in der zweiten Hälfte der 1950er Jahre an dieser Stelle existierte, erlangte eine unrühmliche Bedeutung, als wenige Tage nach der Pogromnacht das Lokalblatt Baumschulenweger Beobachter am 15. November 1938 in großen Zeilen verkündete: „Achtung! Der Kiefholzmarkt ist judenfrei!“.
Hellmut Späth, letzter Inhaber der einst größten Baumschule der Welt, wurde 1943 mit der Begründung des „Umgangs mit Juden und versteckter Hetz- und Wühlarbeit gegen Deutschland“ verurteilt und nach verbüßter Haft in das KZ Sachsenhausen eingeliefert, wo er vermutlich am 15. Februar 1945 bei einer Massenhinrichtung von Häftlingen erschossen wurde.
Die Schlacht um Berlin begann am 16. April 1945 und war die letzte große Schlacht des Zweiten Weltkriegs in Europa. Ab dem 24. April befand sich Baumschulenweg in den Händen der 8. Gardearmee der 1. Weißrussischen Front.

### Nach 1945 und DDR
Nach dem Ende des Zweiten Weltkriegs wurde Baumschulenweg ein eigener Ortsteil. Der Ortsteil Treptow wurde dazu entlang des Dammwegs geteilt. Nördlich lag der alte, kleinere Teil Treptows und südlich der neue Ortsteil Baumschulenweg, der aber im Bezirk Treptow verblieb. Der Bezirk Treptow und damit auch Baumschulenweg lag nach der verwaltungsmäßigen Gliederung von Groß-Berlin durch die alliierten Siegermächte im sowjetischen Sektor der Stadt.
Zwischen 1953 und 1965 wurden die reparablen Kriegsschäden an den Gebäuden behoben, und es entstanden neue Wohnkomplexe (Typ Q3A) am Heidekampweg. Zwischen dem Rathaus Treptow und Baumschulenweg entstand ein geschlossenes Siedlungsgebiet, heute der Ortsteil Plänterwald.
Die Späth’sche Baumschule wurde 1947 in Treuhandeigentum und 1949 in Volkseigentum überführt. Das Arboretum kam am 1. September 1961 zum Institut für Spezielle Botanik der Humboldt-Universität zu Berlin, das 1969 dem Museum für Naturkunde zugeordnet wurde. Das alte Herrenhaus an der Späthstraße dient seitdem den Professuren für Botanik/Biologie-Didaktik und für Spezielle Botanik des Instituts für Biologie der Mathematisch-Naturwissenschaftlichen Fakultät I als Sitz. Das während des Zweiten Weltkrieges zerstörte Rosarium ist heute die Systematische Abteilung mit Arznei- und Gewürzpflanzen-Quartier. Die gesamte Anlage und Einzelobjekte der Späth’schen Baumschule und des angeschlossenen Späth-Arboretums wurden 1977 als Baudenkmal ausgewiesen.
Das Arboretum ist in den Sommermonaten für Besucher geöffnet. An den Späth’schen Familienbetrieb erinnern auch die Ortslage Späthsfelde, die Späthstraße, die am ehemaligen Herrenhaus vorbeiführt, und der Späthsfelder Weg.
Auf einer Fläche an der Mörike- / Ecke Bodelschwinghstraße, die durch Kriegsschäden frei geworden war, richtete der VEB WTB (Waren des täglichen Bedarfs) einen Stützpunkt ein. Durch die täglichen Ent- und Beladungen mitten in dem dicht bebauten Wohngebiet entstanden beträchtliche Lärmbelästigungen für die umliegenden Wohnkomplexe. Trotz der oft scharf geführten Kritik fand sich keine Lösung.
In Baumschulenweg befand sich in der Sonnenallee bis 1989 der einzige Grenzübergang für West-Berliner im Bezirk Treptow. Der Grenzübergang wurde zum Schauplatz des Films Sonnenallee.

### Seit der Wiedervereinigung Berlins

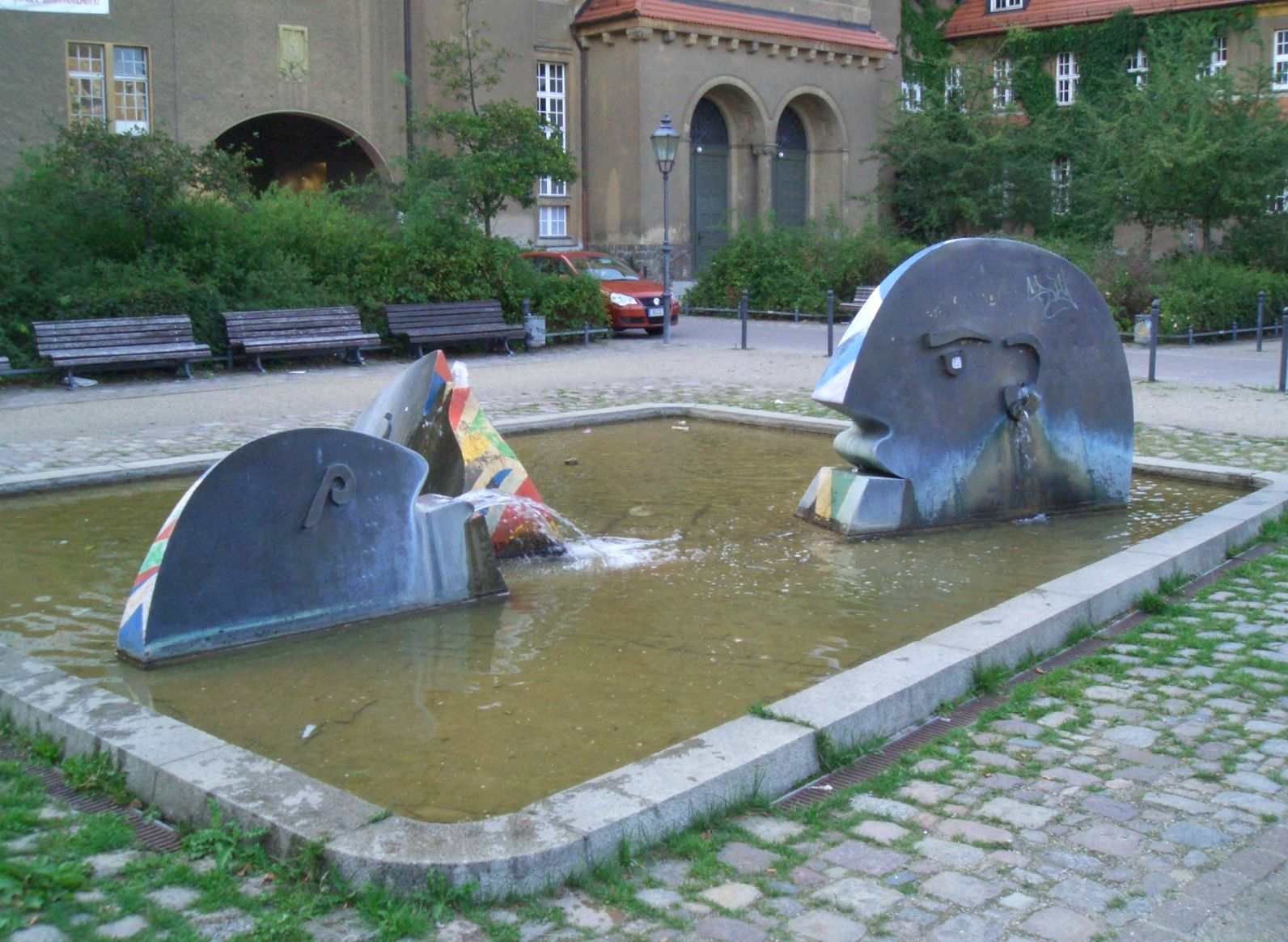
Wasserspeier „Mutter Erde“ auf dem Kirchplatz
(Entwurf: Rüdiger Roehl)

Nach der politischen Wende wurde der Stützpunkt des VEB WTB geschlossen und das Grundstück vermarktet. Hier entstand die erste größere Blockrandschließung im Bezirk Treptow. In der Baumschulenstraße wurden einige Lückenbauten errichtet. In der Ortslage Späthsfelde ließen viele Eigentümer ihre Grundstücke teilen oder verkauften sie. Dadurch entstanden viele neue Ein- und Zweifamilienhäuser. Auch die Späth’sche Baumschule verkaufte einen Teil ihres Grundstückes und sicherte sich so ihr Fortbestehen. Auf ehemaligen Grundstücken der Baumschule wurde das „Späth’sche Viertel“, eine größere Reihen- und Doppelhaussiedlung, gebaut, auch bekannt als „Zapf-Siedlung“ (benannt nach der hier tätigen Immobilienentwicklungsgesellschaft Zapf). Hier berücksichtigte man bei der Planung den Erhalt der alten Baumreihen.
Das in die Jahre gekommene Krematorium in Baumschulenweg musste 1994 wegen nicht mehr behebbarer Mängel abgerissen werden. 1999 wurde das neue Krematorium eröffnet. Architekten waren Axel Schultes und Charlotte Frank, die auch das Bundeskanzleramt gestalteten.
Im Jahr 1997 wurden ein Teil des nördlichen Gebietes von Baumschulenweg und der Forst Plänterwald an den neu gebildeten Ortsteil Plänterwald abgegeben. Damit reicht Baumschulenweg im Norden nur noch bis zur Eichbuschallee.
Der Bau der Südostalleebrücke im Jahr 1999 stellte eine wichtige Verkehrsader über den Britzer Verbindungskanal wieder her. Ihr Vorgänger war im Zweiten Weltkrieg zerstört worden. Seit dieser Zeit war die direkte Verbindung von der Sonnenallee zur Südostallee unterbrochen.
Am 1. Januar 2001 wurden durch die Berliner Verwaltungsreform die Bezirke Treptow und Köpenick zum neuen Großbezirk Treptow-Köpenick vereinigt. Seitdem liegt Baumschulenweg in diesem neuen Bezirk.

## Bevölkerung
| Jahr | Einwohner |
| ---- | --------- |
| 1946 | 19.105    |
| 1950 | 19.053    |
| 1963 | 28.075    |

Heutiger Ortsteil
| Jahr | Einwohner |
| ---- | --------- |
| 2007 | 16.591    |
| 2010 | 17.056    |
| 2015 | 18.022    |
| 2020 | 18.894    |

| Jahr | Einwohner |
| ---- | --------- |
| 2021 | 18.889    |
| 2022 | 19.290    |
| 2023 | 19.258    |
| 2024 | 19.404    |

Quelle ab 2007: Statistischer Bericht A I 5. Einwohnerregisterstatistik Berlin. Bestand – Grunddaten. 31. Dezember. Amt für Statistik Berlin-Brandenburg (jeweilige Jahre)

## Sehenswürdigkeiten

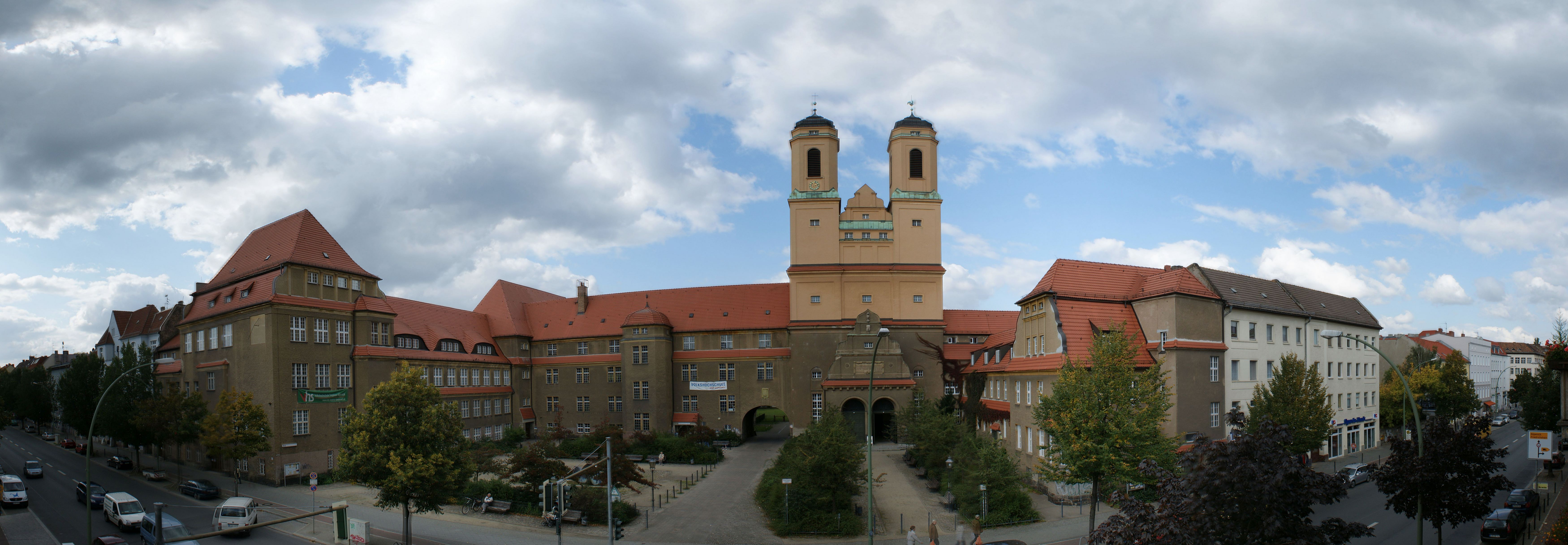
Panorama des Kirchplatzes

Haupttor des Friedhofs Baumschulenweg

### Bauwerke
- Kirche „Zum Vaterhaus“,
- Friedhof Baumschulenweg mit dem dazugehörigen Krematorium Baumschulenweg (Neubau 1997 Architekt Axel Schultes)

### Parks
- Späth-Arboretum, öffentlicher Schaugarten mit rund 1200 Gehölzsippen, vom 1. April bis 31. Oktober öffentlich zugänglich,[14] mehrfach im Jahr finden Konzerte und Führungen statt, wie zur Langen Nacht der Wissenschaften
- Grünzug Heidekampgraben

### Denkmäler

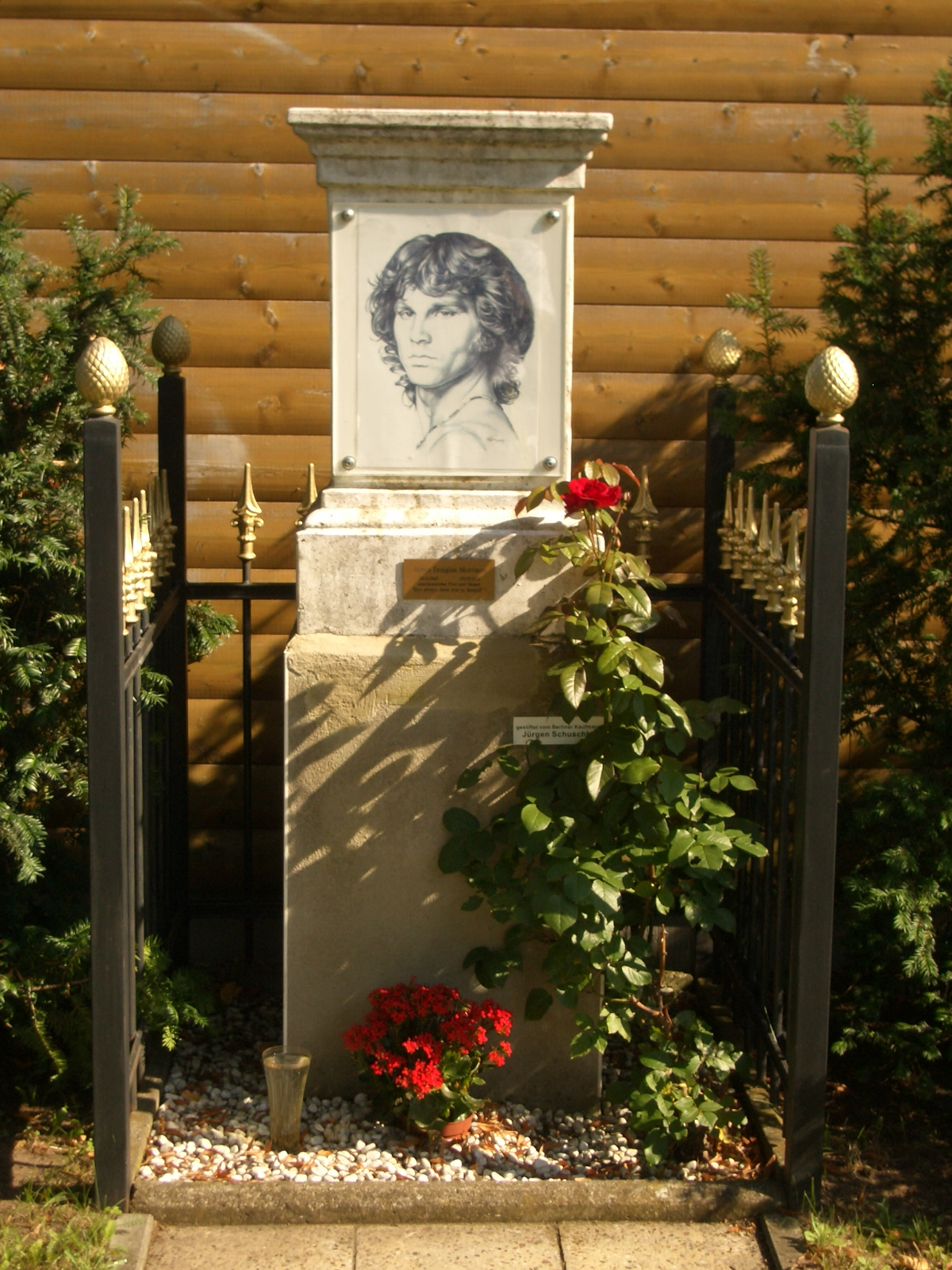
Jim-Morrison-Denkmal

Seit 2003 existiert am Königsheideweg 9b vor der ehemaligen Doors-Fankneipe „Seelenküche“ (jetzt „Zombie Kitchen“) ein Jim-Morrison-Denkmal.

## Wirtschaft und Infrastruktur

### Verkehr

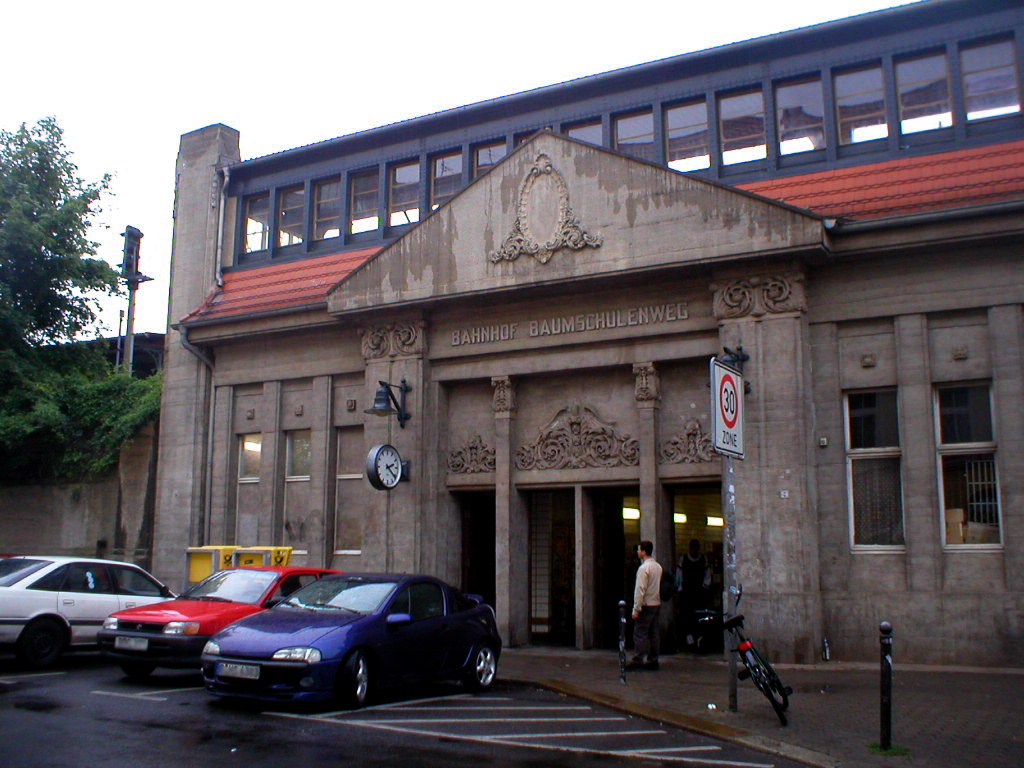
S-Bahnhof Baumschulenweg (Nordseite)

#### Öffentlicher Personennahverkehr
- Bahnstrecke Berlin–Görlitz
- Bahnstrecke Berlin Warschauer Straße–Königs Wusterhausen
- Bahnstrecke Berlin-Neukölln–Berlin-Baumschulenweg

Wichtigstes Verkehrsmittel ist die S-Bahn mit dem Bahnhof Baumschulenweg im Nordosten des Ortsteils. Der Bahnhof war eine der ersten Haltestellen der Berlin-Grünauer Vorortbahn und wurde 1890 eröffnet. Hier verkehren heute die S-Bahn-Linien S45, S46, S47, S8, S9 und S85.
Die Buslinien 166, 170 und 265 erschließen den Ortsteil. Die Metrobus-Linie M41 verbindet Baumschulenweg mit Neukölln und Kreuzberg. Die Linie 365 verkehrt zwischen dem Bahnhof Baumschulenweg und Oberschöneweide.
Die Fährlinie F11 verbindet den Ortsteil mit der auf der anderen Spreeseite gelegenen Kleingartenkolonie Wilhelmstrand in Oberschöneweide.
Die in der Baumschulenstraße und der Köpenicker Landstraße verkehrenden Straßenbahnlinien wurden Anfang der 1970er Jahre eingestellt.

#### Individualverkehr
Die Baumschulenstraße bildet die zentrale Achse des Ortsteils. Sie führt vom Spreeufer über den S-Bahnhof Baumschulenweg bis zum Späth-Arboretum und setzt sich als Späthstraße fort. Am Teltowkanal wird die Grenze zum Neuköllner Ortsteil Britz erreicht.
Rechtwinklig zur Baumschulenstraße verläuft der Straßenzug Sonnenallee–Südostallee zwischen den Ortsteilgrenzen zu Neukölln und zu Johannisthal.
Die Anschlussstelle Späthstraße der Bundesautobahn 113 liegt im Südwesten von Baumschulenweg.

### Bildung
Der Ortsteil beheimatet
- sieben städtische Kindertagesstätten
- zwei Grundschulen
- drei weitere Schularten

### Sport- und Freizeiteinrichtungen
In Baumschulenweg befindet sich seit 1973 in der Baumschulenstraße 28 ein Jugendklub. Im Jahr 1990 bekam er den Namen „RumbaR“. Mitte der 1990er Jahre musste das alte Klubhaus wegen seines schlechten baulichen Zustands abgerissen werden. An gleicher Stelle entstand ein dreigeschossiger Neubau, der 1997 eingeweiht wurde. Nach vorübergehender Schließung eröffnete am 1. November 2011 die „JFE Rumbar“ mit veränderter bzw. erweiterter Ausrichtung. Träger der Einrichtung ist die Gemeinnützige Gesellschaft für Familienaktivierung mbH.
Am spreeseitigen Ende der Baumschulenstraße befinden sich öffentlich nutzbare Sporteinrichtungen (Tennisplätze und eine Schwimmhalle) sowie das Bootshaus der Treptower Rudergemeinschaft.
Für die ältere Generation gibt es die „Seniorenfreizeitstätte im Treptow-Kolleg“. Zudem befindet sich in der Mörikestraße ein Seniorenpflegeheim. Eine in der gleichen Straße vorhandene ehemalige Fabrikhalle, die seit dem Jahr 2012 von 35 Künstlern genutzt wurde, wurde Eigentum von Peter Ottmann, einem Architekten aus München. Dieser plant anstelle der Fabrik einen Neubau, der Wohnungen und Künstlerateliers sowie eine Kita enthalten soll. Mit den bisherigen Nutzern gab es lange Streit wegen der ausgesprochenen Kündigung der Mietverhältnisse. Bisher konnte noch keine abschließende Lösung gefunden werden.

## Persönlichkeiten

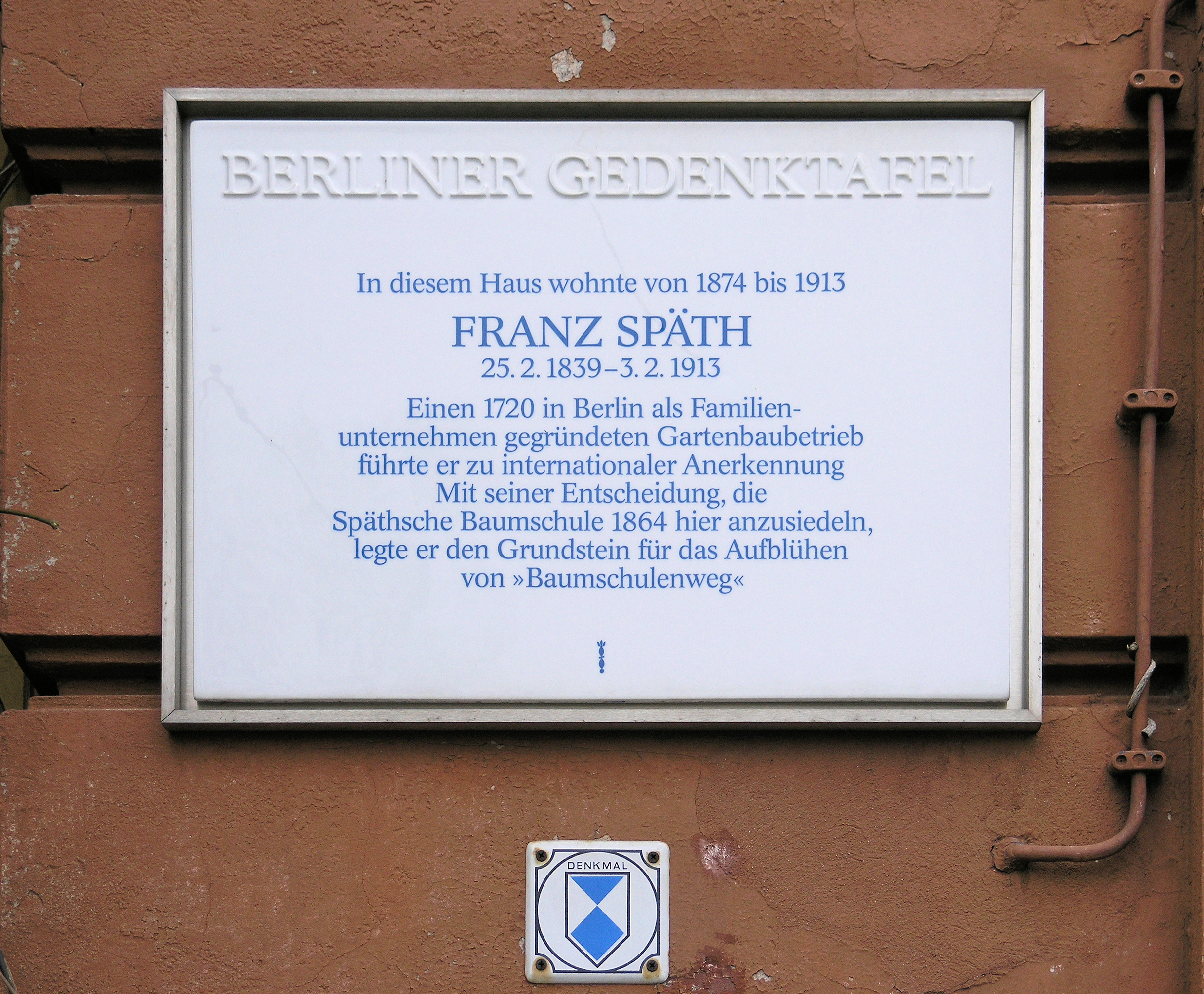
Berliner Gedenktafel für Franz Späth, Späthstraße 80/81

### Söhne und Töchter des Ortsteils
- Ewald Schmidt di Simoni (1898–1980), Verleger
- Bruno Bernitz (1915–1987), Maler und Grafiker

### Mit Baumschulenweg verbundene Persönlichkeiten
- Franz Späth (1839–1913), Gärtner, Baumschulenbesitzer in Baumschulenweg
- Alwin Gerisch (1857–1922), Politiker (SPD), lebte in Baumschulenweg
- Hellmut Späth (1885–1945), Baumschulenbesitzer in Baumschulenweg
- Herta Hammerbacher (1900–1985), Landschaftsarchitektin, arbeitete in Baumschulenweg
- Alfred Selbiger (1914–1942), Opfer des Holocaust, lebte am Güldenhofer Ufer 10
- Paul Landers (* 1964), Musiker, in Baumschulenweg aufgewachsen